# Lokalisierbarer Maßraum
Lokalisierbarkeit ist in der Mathematik, genauer in der Maßtheorie, eine Eigenschaft, die einem Maßraum zukommt.

## Definition
Dabei heißt ein Maßraum {\displaystyle (S,{\mathcal {A}},\mu )} lokalisierbar, wenn gilt: Ist {\displaystyle {\mathcal {A}}_{0}:=\{A\in {\mathcal {A}}:\mu (A)<\infty \}} und {\displaystyle (g_{A})_{A\in {\mathcal {A}}_{0}}} eine Familie messbarer Funktionen {\displaystyle g_{A}\colon A\to \mathbb {R} } mit {\displaystyle g_{A}|_{A\cap B}=g_{B}|_{A\cap B}} für alle {\displaystyle A,B\in {\mathcal {A}}} mit {\displaystyle \mu (A),\mu (B)<\infty }
so existiert eine lokal messbare Funktion {\displaystyle g\colon S\to \mathbb {R} } mit {\displaystyle g|_{A}=g_{A}} für alle {\displaystyle A\in {\mathcal {A}}_{0}}.

## Erläuterung
In einem lokalisierbaren Maßraum ist es also möglich, lokal konsistent gegebene messbare Funktionen zu einer (lokal) messbaren Funktion, die auf dem ganzen Raum definiert ist, zusammenzusetzen. Lokal bedeutet hierbei auf Mengen endlichen Maßes.

## Eigenschaften
- Die vielleicht wichtigste Eigenschaft eines lokalisierbaren Maßraums ist die, dass in lokalisierbaren Räumen der Dualraum des {\displaystyle L_{1}} als der Raum der lokal messbaren, lokal im Wesentlichen beschränkten Funktionen beschrieben werden kann. Im Fall σ-endlicher Maßräume fällt dieser Raum, mit dem üblichen {\displaystyle L_{\infty }} zusammen.